# イシュタール
『イシュタール』（原題：Ishtar）は、1987年のアメリカ映画。

## キャスト
- ライル・ロジャース：ウォーレン・ベイティ（吹替：井上真樹夫）
- チャック・“ホーク”・クラーク：ダスティン・ホフマン
- シーラ・アゼル：イザベル・アジャーニ
- ジム・ハリソン：チャールズ・グローディン
- 首長：アーロン・イペール
- マーティ・フリード：ジャック・ウェストン
- キャロル：キャロル・ケイン
- ウィラ：テス・ハーパー
- シリ・ダーマ：クリスティン・ローズ
- チャックの父：デヴィッド・マーギュリーズ
- イギリス人銃密輸業者：ウォーレン・クラーク
- ドイツ人銃密輸業者：アーサー・ブラウス
- CIAエージェント：マット・フリューワー

## 受賞・ノミネート
第8回ゴールデンラズベリー賞
- ノミネート：最低作品賞
- 受賞：監督賞 （エレイン・メイ）
- ノミネート：最低脚本賞（エレイン・メイ）